# Thomas Allart
Pour les articles homonymes, voir Allart.
Thomas Allart (12 janvier 1967 à Annecy) est un dessinateur français de bande dessinée.

## Biographie
Storyboarder de profession, Thomas Allart publie sa première série, Pandora, sur scénario d'Eric Stoffel en 4 tomes aux éditions Vents d'Ouest de 2001 a 2004.
Il publie ensuite Les Orphelins de la tour avec Julien Blondel au scénario, aux éditions Delcourt, à partir de 2007.
Il participe au forum Café salé où il est recruté pour la Web-BD feuilleton, Les Autres Gens,. En 2011, il collabore avec le Zarmatelier, un atelier de bandes dessinées.
À partir de 2012, avec Xavier Dorison, il entame la série HSE (Human Stock Exchange), qui reçoit un accueil tiède sur le média spécialisé Actua BD mais par contre, fait l'objet de longues critiques dans Le Monde, Le Monde diplomatique, La Tribune, Valeurs actuelles, Le Matin et d'autres périodiques,.

## Œuvres
- Pandora, scénario d'Éric Stoffel, dessins de Thomas Allart, couleurs de Bruno Pradelle, Vents d'Ouest,

1. Le Régent fou (2001)
2. Les Flibustiers du grand fleuve (2002)
3. Le Porteur du Nôth (2003)
4. L’Île de Tohu-Bohu (2005)
5. Intégrale (2012)

- Les Orphelins de la tour, avec Julien Blondel, éd. Delcourt

1. Théo (2007)
2. Alice (2009)

- HSE (Human Stock Exchange) (Dargaud), scénario : Xavier Dorison

1. Tome 1 (2012)
2. Tome 2 (2014)
3. Tome 3 (2016)